# 아리 스티덤

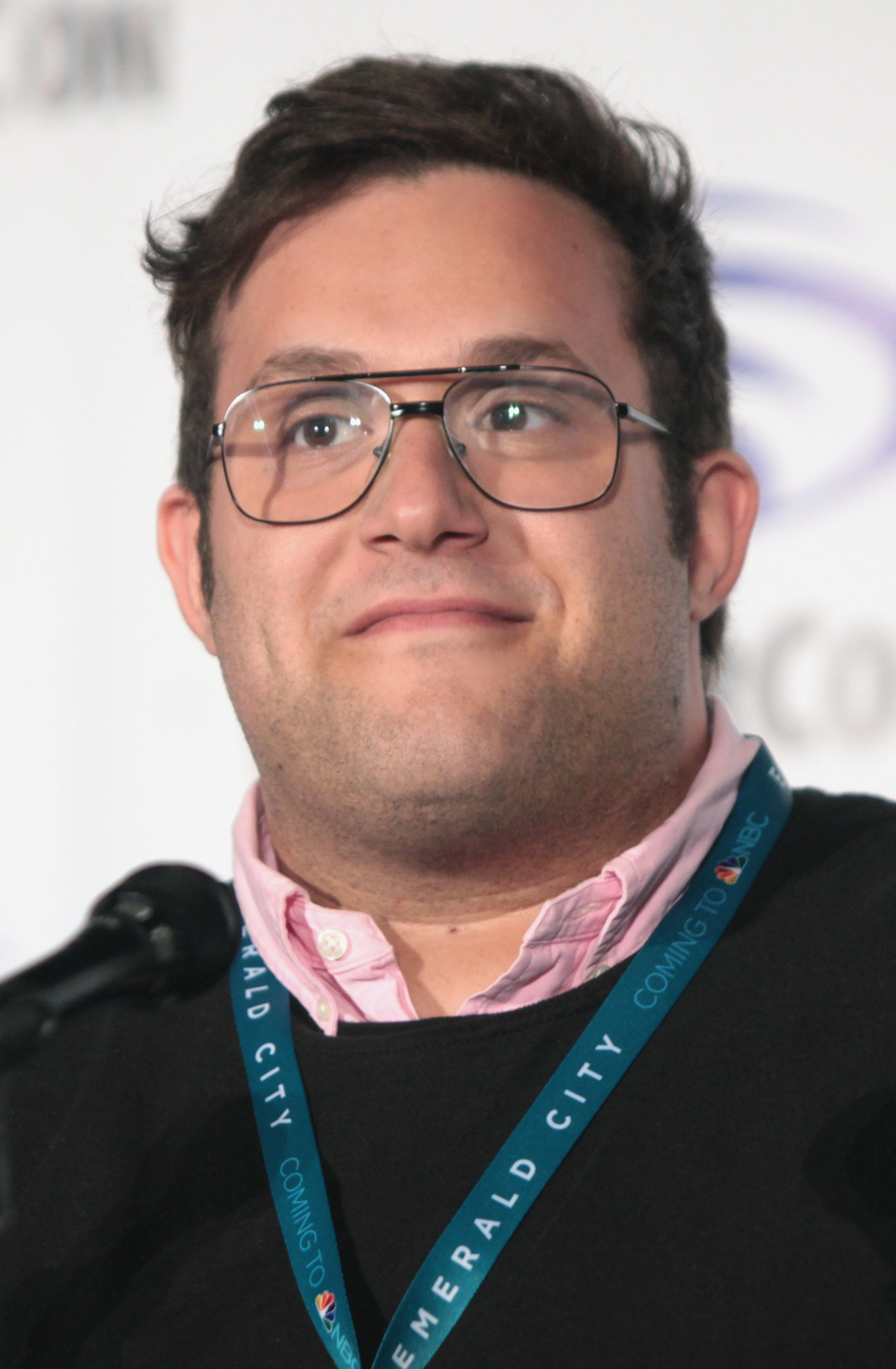

아리 스티덤(Ari Stidham, 1992년 8월 22일 ~ )은 미국의 배우, 텔레비전 배우, 영화배우이다.
웨스트레이크빌리지에서 태어났다.

## 방송
- 스콜피온 시즌4
- 스콜피온 시즌3
- 스콜피온 시즌2
- 스콜피온
- HUGE